# Веннерстрём, Стиг
Стиг Эрик Констанс Веннерстрём (швед. Stig Erik Constans Wennerström), в некоторых советских документах Стиг Густавович Веннерстрём (22 августа 1906, Стокгольм — 21 марта 2006, Дандерюд) — полковник ВВС Швеции, военно-воздушный атташе в посольствах Швеции в СССР и США, сотрудник Командной экспедиции Министерства обороны Швеции. В 1948—1963 годах — источник советской разведки; на протяжении 15 лет передавал ей совершенно секретную информацию о системе национальной обороны Швеции, новейшем поставляемом вооружении (в том числе зенитно-ракетных комплексах и авиапарке ВВС) и манёврах стран НАТО.
В 1963 году был арестован, признан виновным в четырёх случаях раскрытия государственной тайны и сотрудничества с разведслужбами иностранного государства. Приговорён к пожизненному лишению свободы в 1964 году, позже приговор был обжалован и сокращён до 20 лет лишения свободы, а в 1974 году был освобождён досрочно. Сам Веннерстрём говорил, что осознанно передавал СССР секретную информацию, чтобы поддержать баланс сил на международной арене и не допустить начала Третьей мировой войны.

## Ранние годы службы
Родился 22 августа 1906 года в семье майора Нильса Густава Хенрика Веннерстрёма и Эстер Торборг Берггрен. Отец, дед по матери и дядя были военными. Окончил морское училище, сдав выпускные экзамены в 1926 году и офицерские в 1929 году. Зачислен в военно-морские силы Швеции в ранге фенрика в 1929 году. В 1931—1932 годах учился в лётной школе, в 1936 году произведён в лейтенанты ВВС Швеции. В 1933—1934 годах был направлен в шведское представительство в Риге, где впервые был замечен советской разведкой: там же он начал изучать русский язык.
Веннерстрём преподавал в 1936—1937 годах в Королевской военно-морской академии, в 1938—1947 годах был адъютантом Густава Адольфа, герцога Вестерботтенского (старшего сына будущего короля Густава VI Адольфа). Произведён в лейтенанты в 1936 году, в капитаны в 1939 году. В 1940 году, во время Второй мировой войны, был назначен военно-воздушным атташе в посольстве Швеции в Лондоне, однако в ноябре того же года было принято решение в срочном порядке перевести Веннерстрёма на аналогичную должность в Москве. На посту он пробыл до марта 1941 года, когда был отозван в Швецию: за время службы он познакомился с послом СССР в Швеции Александрой Коллонтай. В дальнейшем в годы войны он служил в штабе ВВС, составляя карты целей для возможной бомбардировки шведскими ВВС позиций гитлеровцев в Норвегии; встречался с Коллонтай, обсуждая с ней в том числе последствия разгрома немцев под Сталинградом. В 1940—1948 годах — колумнист газеты «Stockholms-Tidningen».

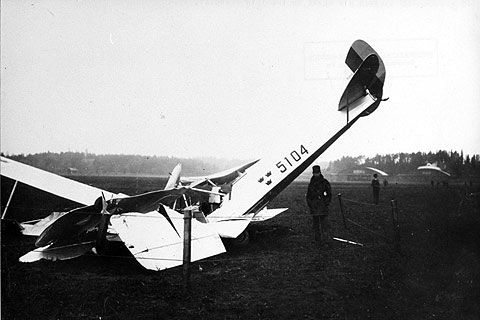
Самолёт Веннерстрёма после аварии. 10 ноября 1931 года

В 1943 году Веннерстрём был назначен командиром 71-й эскадрильи. В 1944 году произведён в майоры, в 1946 году — в подполковники. В 1944—1945 годах служил в штабе ВВС Швеции и отвечал за связи с представителями иностранных ВВС, а также занимался аналитическими исследованиями организации вооружённых сил. В 1946—1948 годах преподавал стратегию в Военно-воздушной академии Швеции. Командиром флотилии он не смог стать, поскольку у него не было достаточно часов налёта. Свою роль сыграли и те факты, что Веннерстрём разбил два самолёта за время своей службы, а сам характеризовался как пилот, который был слишком высокого мнения о своих способностях. Так, 10 ноября 1931 года он, управляя SK 9 в ходе группового полёта, зацепил хвостом один из бипланов и рухнул в итоге на землю. В феврале 1944 года, управляя самолётом Saab 17, потерпел крушение в районе Елливаре: по словам связиста Бенгта Палмквиста, Веннерстрём отказывался оставлять машину до последнего, однако в итоге вынужден был выбираться через запасной люк и прыгать с парашютом. При раскрытии парашюта он упал на деревья, повис вниз головой на стропах и лишь чудом был спасён.
Веннерстрём принял предложение повторно занять пост военно-воздушного атташе в московском посольстве и проработал там в 1949—1952 годах. Произведён в полковники в 1951 году, в январе 1952 года направлен на пост атташе ВВС в посольстве в США (Вашингтон), где проработал до 1957 года. Позже, выбирая между постом военно-воздушного атташе в Лондоне и должности в так называемой Командной экспедиции Министерства обороны Швеции, Веннерстрём остановился на последнем варианте. В 1957—1961 годах Веннерстрём работал начальником военно-воздушной секции Командной экспедиции Министерства обороны Швеции, осуществляя связь между ВВС и военным ведомством. Официально ушёл в отставку по возрасту в 1961 году в звании полковника, продолжил работу в Министерстве иностранных дел Швеции как гражданское лицо. В 1961—1963 годах был советником министра обороны Швеции по вопросам разоружения.

## Начало сотрудничества с СССР

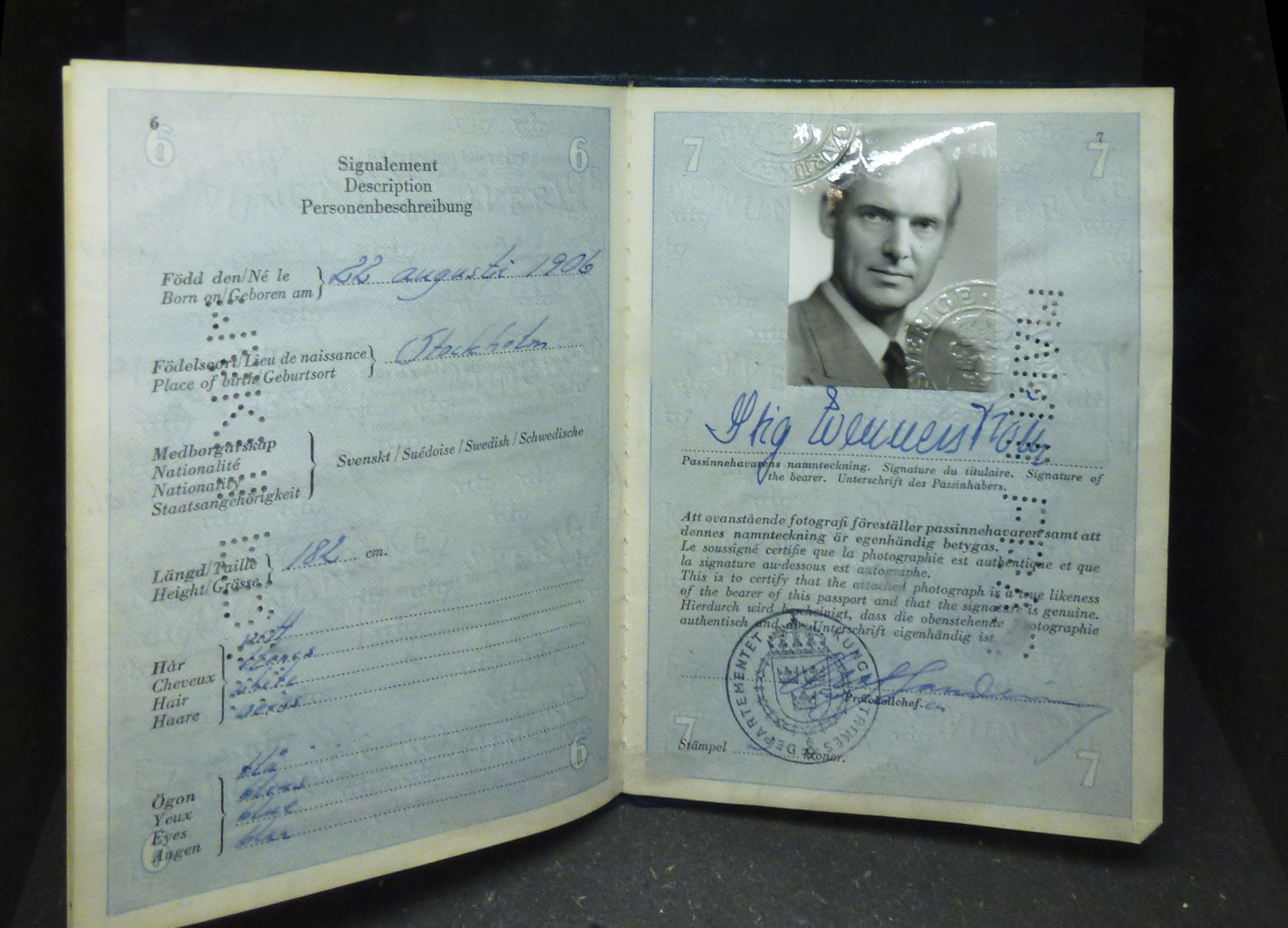
Шведский паспорт Веннерстрёма

В 1943 году у шведской секретной службы СЭПО возникли подозрения, что Веннерстрём является шпионом нацистской Германии, передававшим секретные сведения немецкой контрразведке. Доказательством установления связей с абвером стали обнаруженные в 1946 году некие секретные документы, переданные Рейнхардом Геленом американцам: в них абвер отзывался положительно о Веннерстрёме. Было известно, что в 1943 году немцами были перехвачены переговоры Веннерстрёма с Коллонтай касаемо Сталинградской битвы, в которых в ответ на вопрос Веннерстрёма о возможном перемирии между СССР и Германией Коллонтай ответила о невозможности подобного. По одной из версий, сотрудничество Веннерстрёма с немцами осуществлялось до нападения Германии на СССР, однако доподлинно неизвестно, какую именно информацию он им передавал. В 1947 году его начали подозревать в работе на СССР, но доказать это не удалось: более того, он, присутствовав в 1946 году на авиационном военном параде в Москве, писал служебную записку о перспективах разведывательной деятельности на советской территории.
Согласно воспоминаниям Веннерстрёма, его сотрудничество с советской разведкой началось в 1948 году с курьёзного случая: советский военный атташе в Стокгольме, полковник Иван Рыбаченков, которого тогда ещё подполковник Веннерстрём постоянно сопровождал в поездке по Швеции, однажды заговорил о реконструкции и расширении взлётно-посадочной полосы (ВПП) аэродрома в Уппланде. Веннерстрём стал уверять, что полоса будет предназначена исключительно для посадки самолётов. Рыбаченков заявил, что должен «подтвердить документально» отсутствие каких-либо подозрительных объектов и предложил 2 тысячи крон за информацию: расценивший это как попытку подкупа Веннерстрём, которому успели отказать в командовании флотилией, саркастически попросил 5 тысяч, и Рыбаченков неожиданно пообещал обсудить подобную сделку с центром.
Во время своего пребывания в Москве Веннерстрём встретился с начальником отдела 2-го главного управления Генштаба ВС СССР Николаем Никитушевым. С этого момента Веннерстрём сотрудничал с ГРУ, передавая ключевую информацию советской разведке о вооружении стран НАТО и планах их действий. На первых порах он отказывался предоставлять любую информацию, связанную с национальной безопасностью Швеции. Однако позже он стал поставлять информацию о новейшем ракетном вооружении ВС Швеции и о планах национальной воздушной обороны. Во всех документах он проходил как агент «Орёл».

## Перехваченные данные
Среди переданных Веннерстрёмом сведений были планы НАТО по обороне Северной Европы (благодаря его связям с командованием ВС Дании и Норвегии), полный проект истребителя Saab J-35A Draken, чертежи британского ЗРК Bristol Bloodhound Mk I и основы ПВО Великобритании, характеристики американских ракет и ЗРК типа AIM-9B Sidewinder, CIM-10A Bomarc, MIM-23A Hawk (передано в 1960 году), AIM-4 Falcon и AIM-26 Falcon (она же HM-55), а также сведения о крупных манёврах альянса (особенно соединений ВМС США). Предполагается, что именно по наводке Веннерстрёма 13 июня 1952 года ВВС СССР сбили над нейтральными водами Балтийского моря, около острова Готска-Сандён, шведский самолёт-разведчик Douglas DC-3, который осуществлял разведывательный полёт и вёл радиоразведку против новых советских военных баз на побережье Балтийского моря. Все находившиеся на борту восемь человек погибли. В 1991 году Москва официально признала факт уничтожения самолёта советскими ВВС. В 2003 году при подъёме самолёта со дна моря было обнаружено британское и американское радиоэлектронное оборудование разведывательного характера, предоставленное шведам в рамках секретного соглашения с НАТО в обмен на результаты разведывательных полётов.
C помощью информации, собранной Стигом, накапливались данные о так называемой «карте целей» для авиации НАТО, которая собиралась подвергнуть атомной бомбардировке крупнейшие советские города, промышленные и военные объекты; во время пребывания Веннерстрёма в Москве с вопросами о принципах строительства зданий в СССР к нему обращались и американцы, которые таким образом пытались выяснить оптимальные условия для сброса атомной бомбы без риска повредить самолёт. В США, где его работу курировал генерал-майор авиации, военно-воздушный атташе Виктор Кувинов, Веннерстрём присутствовал на инаугурации Дуайта Эйзенхауэра, где прозвучала речь о «порабощённых народах», а также заполучил документы о конструкции прицела для метания атомных бомб, который пытались в это время разработать в США на базе старого шведского бомбового прицела 1940-х годов. Пользуясь своим высоким положением и имиджем завсегдатая светских раутов, любившего поговорить и выпить, Веннерстрём собирал и передал СССР информацию о закупках Швецией американского вооружения, а также сведения о ключевых связях высшего военного командования Швеции и США: отчасти это предопределило нейтральную внешнюю политику Швеции в дальнейшем. На основании переданной информации ГШ ГРУ СССР и вся советская военная резидентура сформировали представление о всех 47 полках вооружённых сил Швеции. Но наиболее существенные данные, переданные советской разведке Веннерстрёмом, представляли собой планы обороны ВВС Швеции, включавшие координаты одной строящейся в береговых скалах подземной базы ВВС Швеции и схему расположения систем противоракетной обороны и радаров. После того, как была обнаружена утечка этих данных о планах национальной обороны, всю систему пришлось полностью переделать.
В 1960—1963 годах его работу на ГРУ курировал генерал-майор Виталий Никольский, который занимал посты военного, военно-морского и военно-воздушного атташе при Посольстве СССР в Швеции. В октябре 1960 года он нанёс первый визит в расположение Командной экспедиции, познакомившись со Стигом через своего преемника: швед передал ему данные по американкой ракетной установке «Хоук». Весной 1961 года Веннерстрёму исполнилось 55 лет, и он вынужден был подать в отставку по возрасту: далее оставаться на службе он мог только в случае присвоения звания генерала. Веннерстрём утратил доступ к важным документам, но не прекратил работу, продолжив встречи с Никольским в неформальной обстановке и передавая конфиденциальную информацию через тайники. За месяц до увольнения Веннерстрёму предложили два варианта продолжения карьеры: пост военного советника при министре иностранных дел Швеции и пост генерального консула в Мадриде. Никольский направил шифровку в Москву с предложением рассмотреть вариант с переводом Веннерстрёма в Мадрид. Сам Веннерстрём нелегально прибыл в СССР, встретившись на конспиративной квартире с генералом ГРУ Иваном Серовым, и в ходе беседы дал предварительное согласие на свой перевод в Мадрид. Однако из Москвы позже поступила рекомендация Веннерстрёму занять пост советника при министре иностранных дел.
Во время Карибского кризиса Веннерстрём оперативно сообщил военному атташе посольства СССР в Швеции о входе американских подлодок в Северную Атлантику, передав ему информацию прямо в ресторане рядом со штабом Командной экспедиции, хотя экспедиция тщательно следила за контактами с иностранными военными атташе. К весне 1963 года Веннерстрём передал несколько тысяч кадров фотоплёнки «Щит» с фотографиями оперативных документов по военным, военно-политическим и военно-экономическим вопросам. Всего Стиг Веннерстрём проработал на советскую разведку в общей сложности 15 лет. В статье, опубликованной в шведском журнале Populär Historia, журналист Карл Ланс сообщает, что имеются документально неподтверждённые сведения о присвоении Веннерстрёму звания генерал-майора ГРУ ГШ ВС СССР. Его вознаграждение за передаваемую информацию составляло 12 тысяч шведских крон ежеквартально, а всего Веннерстрём заработал около 600 тысяч крон за переданные секретные документы.

## Версии разоблачения
Существуют разные версии того, по какой причине был раскрыт Веннерстрём. По одной из версий, первыми тревогу забили сотрудники британской службы MI5, которые обеспокоились тем, что СССР лучше Швеции был осведомлён о типах вооружения, поставляемых из Великобритании в Швецию. Они сообщили об этом шведской разведке, что и привело к началу мероприятий по слежке за Веннерстрёмом. По другой версии, Веннерстёрма выдал кто-то из агентов-перебежчиков, пошедших на сотрудничество с ЦРУ: в качестве основной кандидатуры фигурировал генерал-майор ГРУ Дмитрий Поляков, который сообщил 20 июля 1960 года шведской разведке о присутствии в их рядах агента ГРУ по кличке «Орёл». Некоторые считают, что Веннерстрёма выдал подполковник Службы безопасности ПНР Михал Голеневский, который с 1958 года сообщал ЦРУ информацию о деятельности агентов КГБ в Европе и США, однако нет исчерпывающих доказательств того, что именно Голеневский способствовал выдаче Веннерстрёма. Ещё одним кандидатом на пост человека, раскрывшего шведа, является полковник ГРУ Олег Пеньковский (также перебежчик), работавший в Комитете по науке и технике и использовавший добытые Веннерстрёмом документы: во время одной из встреч в Лондоне проговорился британцам и американцам о присутствии в Швеции ценного агента ГРУ.
Сам Виталий Никольский предполагал, что к выдаче мог быть причастен заместитель резидента КГБ в Хельсинки Анатолий Голицын, сбежавший в декабре 1961 года в США. Весной 1962 года на квартире Голицына в Хельсинки состоялась встреча Веннерстрёма с генерал-лейтенантом ГРУ П. П. Мелкишевым, однако о грядущем приезде Веннерстрёма в Хельсинки Голицыну стало известно намного раньше, о чём он и успел сообщить американцам. Вместе с тем не исключалась и вероятность того, что Веннерстрёма ненароком мог выдать сотрудник ГРУ, первый секретарь посольства Г. П. Барановский, работавший под прикрытием в посольстве СССР в Швеции и привлёкший внимание СЭПО дорогим автомобилем, хорошей квартирой, знанием иностранных языков и подозрительным контактам «не по рангу» с местными. Никольский также полагал, что и расходы Веннерстрёма были настолько высокими, что могли вызвать подозрение у коллег. О деятельности Веннерстрёма подозревал министр обороны Свен Улоф Андерссон, однако вплоть до ареста Веннерстрёма премьер-министр Швеции Таге Фритьоф Эрландер оставался в неведении о присутствии шпиона в шведской разведке.

## Арест и суд
Подозрения о причастности Веннерстрёма к «сливу» закрытой информации появились у СЭПО в конце 1950-х годов: служба завербовала служанку Веннерстрёма Карин Розен (швед. Carin Rosén) и установила 10 ноября 1959 года на его телефон прослушку. С лета 1962 года СЭПО начала анализировать доходы и расходы шведа, выяснив, что у него в одном из банков Женевы был открыт счёт. СЭПО получила возможность отслеживать все запросы Веннерстрёма на доступ к секретным документам, однако здесь он нашёл лазейку : для просмотра конфиденциальной и секретной информации он постоянно подавал запросы на поездку на склад документов в Сольне, где хранилось большое количество секретных документов и где их можно было беспрепятственно просмотреть. 19 июня 1963 года Розен, прибираясь в доме, обнаружила на чердаке тайник с четырьмя рулонами микроплёнок, которые на тайном слое содержали фотографии секретных документов, и тут же позвонила в СЭПО, сообщив о находке: также она обнаружила большую фотокамеру, спрятанную за занавеской. Утром 25 июня 1963 года Веннерстрём, направлявшийся в здание Министерства иностранных дел Швеции, был арестован на мосту Риксброн тремя сотрудниками СЭПО по наводке Розен. Никольского после этого события объявили персоной нон грата и выслали из Швеции, посадив на пустой сухогруз, а в СССР на него возложили ответственность за провал шведа, отстранив от дальнейшей оперативной работы.

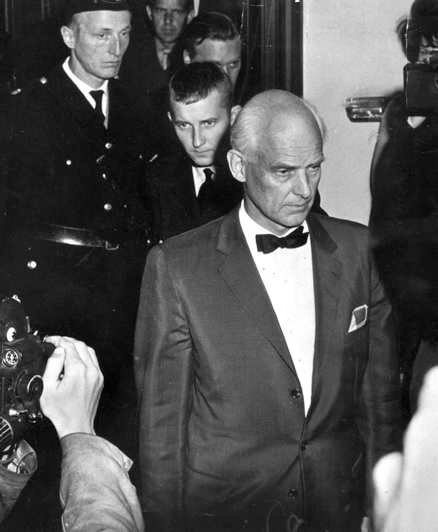
Веннерстрём на суде в 1963 году

Арестованного доставили в Бергсгатан, штаб-квартиру СЭПО на острове Кунгсхольмен, и начали допрашивать. Дом 20 по улице Скирнервеген в Юрсхолме, где проживал Веннерстрём, был закрыт на время обысков. Веннерстрём изначально отрицал свою причастность к шпионажу, тем более что СЭПО не смогла проявить фотоплёнку с изображениями секретных документов. Был вызван специалист, который через трое с половиной суток успешно сумел проявить все изображения на плёнке. После этого Веннерстрём вынужден был признаться в шпионаже, однако он при этом всячески отрицал факт нанесения ущерба национальной обороне и безопасности Швеции, утверждая, что стремился лишь предотвратить мировую войну. По данным шведской разведки, в течение 6 лет до ареста Веннерстрём передал 20 тысяч страниц секретных документов о системе обороны Швеции, в которых упоминалось о стратегии ВВС Швеции, секретных военных базах, расположении радаров и планах мобилизации в случае вооружённой агрессии. Через четыре месяца после ареста Веннерстрём попытался покончить с собой, приняв большое количество снотворного, однако выжил.
Либералы и консерваторы в парламенте Швеции требовали немедленно провести полномасштабное парламентское расследование по факту деятельности Веннерстрёма, однако премьер-министр отказался это сделать, пока не будут представлены более убедительные доказательства виновности арестованного. Позже правительством были образованы комиссия по правовым вопросам и парламентский комитет для проведения расследования по факту деятельности Веннерстрёма. Результаты были опубликованы в двух отчётах SOU за 1964 год и одном за 1968 год. Комиссия по правовым вопросам постановила, что разоблачение Веннерстрёма с учётом его высокой должности является более удивительным фактом, чем продолжение утечки информации даже после ареста Веннерстрёма (о непрекращающейся утечке сообщала шведская разведка). Скандал привёл к тому, что Конституционной комиссией всерьёз рассматривался вопрос о правомерности назначения Веннерстрёма на пост в министерстве иностранных дел.
12 июня 1964 года Веннерстрём был признан виновным в четырёх случаях раскрытия государственной тайны и передаче советским спецслужбам совершенно секретной информации, связанной со Швецией, США и НАТО. Он был приговорён к пожизненному лишению свободы, а также штрафу в сумме, эквивалентной около 100 тысячам долларов США, при том что, согласно законодательству Швеции, максимальный срок лишения свободы не мог превышать 10 лет. Приговор вынесли достаточно быстро в связи с грядущим визитом Никиты Хрущёва.

## В тюрьме
Наказание Веннерстрём отбывал в тюрьме Лонгхольмен, работая в центре для несовершеннолетних заключённых преподавателем иностранных языков (в том числе русского) и демонстрируя примерное поведение. Несколько раз СССР предпринимал попытку обмена Веннерстрёма на арестованных западных разведчиков, но безуспешно. За время пребывания шведские военные пытались выяснить, что именно он выдал СССР, и убедить его начать работать уже против ГРУ, однако Веннерстрём отказался. 6 октября 1973 года правительство Улофа Пальме добилось сокращения срока заключения Веннерстрёму до 20 лет, несмотря на возражения Верховного главнокомандующего Вооружёнными силами Швеции Стига Сюннергрена, который считал, что Веннерстрём все ещё представляет большую опасность. В 1974 году Веннерстрём, отбывший половину наказания (11 лет), был условно-досрочно освобождён: свою роль сыграли официальные заявления шведских лиц, которые перестали считать переданную Веннерстрёмом информацию представляющей критическую важность для национальной безопасности, а также его примерное поведение.
Среди версий о причинах сотрудничества Веннерстрёма с ГРУ рассматривались не только неудача в карьерной лестнице и обида на начальство, но и возможные идеологические убеждения в виде ярой поддержки коммунизма или антизападничества, вероятность шантажа со стороны СССР (у Москвы якобы были данные о сотрудничестве шведа с нацистами) или даже мотивация в виде солидного вознаграждения, отчасти вызванная страстью Веннерстрёма к играм в казино. Однако современники сомневались, что Веннерстрём получал крупную сумму, а сотрудники ГРУ опровергали слухи об алчности Веннерстрёма. В 1972 году в своих мемуарах «От начала до конца: воспоминания шпиона» Веннерстрём заявил, что своими действиями всего лишь поддерживал баланс сил на международной арене:

Американцы в те дни хорошо осознавали своё военное превосходство. Звучали агрессивные высказывания «ястребов» среди военных и дипломатов — всё это производило на меня грустное впечатление. Я опасался реальности третьей мировой войны…

## Личная жизнь
Стиг был женат на Улле Маргарете (Улле-Грете) Карлссон (1919—2015), дочери консула Эрика Карлссона и Хельги Андерссон: после брака стал родственником короля Швеции Густава VI Адольфа. Воспитал двух дочерей, также у него было шесть внуков. В 1957 году одна из его дочерей отказалась возвращаться в Стокгольм и осталась со своим женихом в США. Веннерстрём профессионально занимался фотографией, был мастером по горным и водным лыжам, любителем автогонок и чемпионом Швеции по кёрлингу; помимо родного шведского, владел датским, финским, немецким, английским, норвежским, французским и русским языками. Нередко играл в гольф во время работы в посольстве Швеции в США.
Веннерстрём проживал под своим именем в пригороде Стокгольма на вилле, стоимость которой составляла около 40 тысяч долларов США в 1950-е годы. На вилле работали несколько слуг, а его денежное содержание составляло 4 тысячи крон в месяц. В ГРУ Стиг получал оклад, соответствующий около 4 тысяч шведских крон, однако тратил намного больше: по некоторым данным, его расходы достигали суммы, эквивалентной 9 тысячам долларов США. Сотрудники ГРУ нередко выражали беспокойство большими расходами Стига, в ответ на что он уверял их, что его жена работала в банке, вилла была её приданым, а два автомобиля всегда были нормой для шведской семьи. Как потом выяснилось, Стиг просто выдавал желаемое за действительное. После освобождения из тюрьмы Веннерстрём вернулся к жене в Юрсхольм.

## Смерть

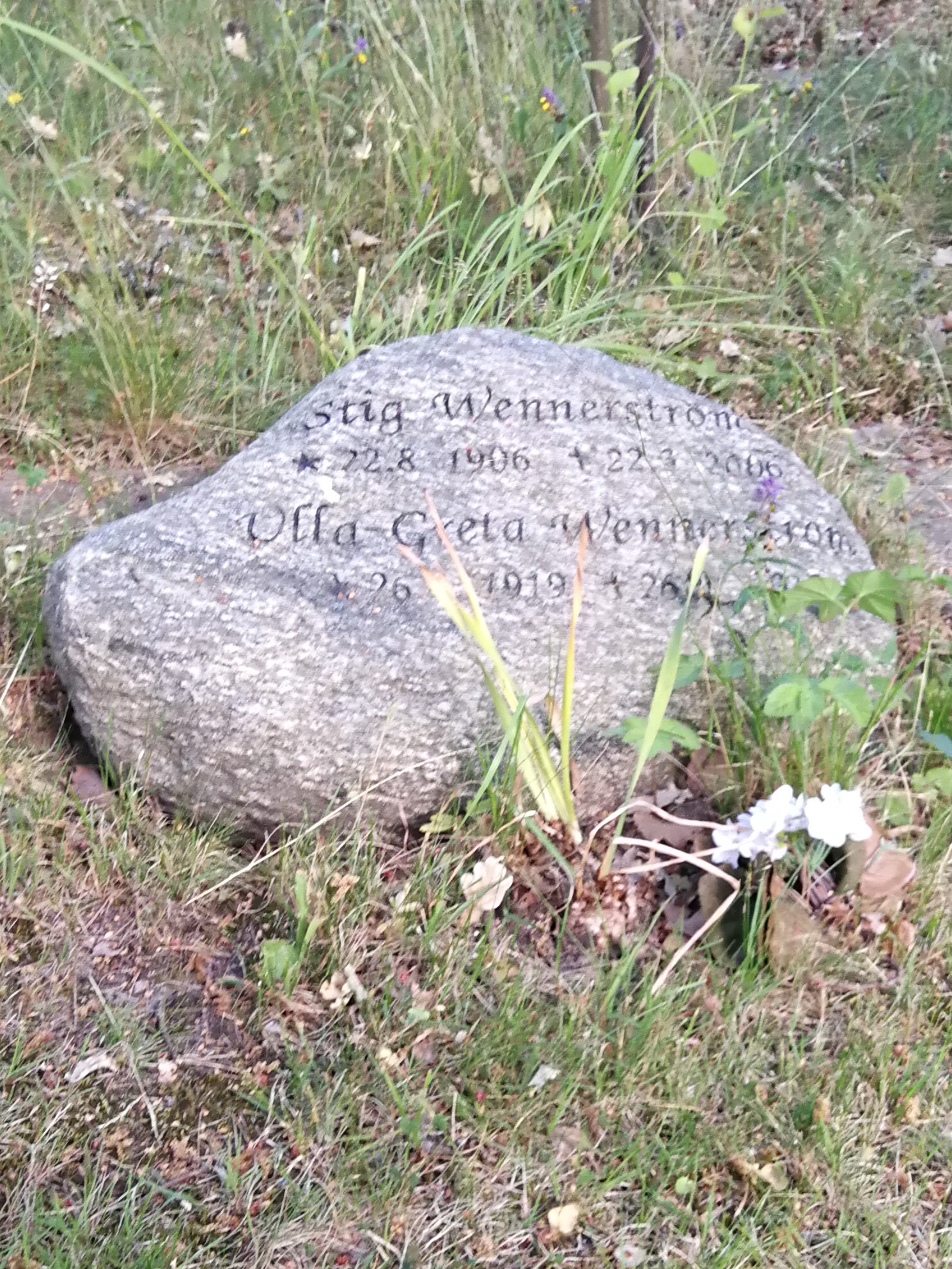
Могила Веннерстрёма в Юрхсольме

Стиг Веннерстрём умер 21 марта 2006 года в доме престарелых Таллгорден в Энебюберге к северу от Стокгольма, где проживал последние годы жизни. Он немного не дожил до своего 100-летия и до самого конца жизни заявлял, что не жалел ни о чём из совершённого. Отпевание прошло в часовне Альторп в Юрсхольме, похоронен 3 мая 2006 года на кладбище Юрсхольма. Спустя 50 лет после его ареста и осуждения все материалы судебного следствия с показаниями Веннерстрёма и данными служебного расследования были официально рассекречены.

## Награды
Отмечен следующими наградами:
- Памятная медаль юбилея короля Густава V (1948)
- Рыцарь ордена Меча (1946) — лишён награды указом Густава VI Адольфа от 21 сентября 1964 года[55]
- Рыцарь ордена Вазы (1954) — лишён награды указом Густава VI Адольфа от 21 сентября 1964 года[55]
- Офицер ордена «Легион почёта» (после ареста Веннестрём заявил об отказе от награды)[16]
- Медаль воздухоплавания
- Медаль ВВС Мексики

### На русском
- Алексеев М. А., Колпакиди А. И., Кочик В. Я. Энциклопедия военной разведки. 1918—1945 гг.. — М.: Кучково поле, 2012. — 976 с. — ISBN 978-5-9950-0219-2.
- Болтунов М. Е. Кроты ГРУ в НАТО. — М.: Алгоритм, 2013. — ISBN 978-5-4438-0440-8.

### На шведском
- Birgitta Bergmark. Stig Wennerström: spionen som teg. — Stockholm: Bonnier Alba, 1993. — ISBN 91-34-51357-4.
- Carl Olof Bernhardsson, Christina Falkengård, Sten Thunvik. Överste W förrädare: Wennerströms spionage : en samlad redogörelse byggd på källforskning och bilddokument. — Stockholm: Medén, 1967.
- Christopher Dobson, Ronald Payne, Börje Heed, Grupp Merkur. Spionernas Vem är det: all världens agenter och underrättelsetjänster. — Stockholm: Info Books, 1988. — ISBN 91-7003-020-0.
- Karl Lans. Storspionen Stig Wennerström (швед.) // Populär Historia[англ.] : tidning. — Lund: Historiska media, 2013. — Nr. 6.
- Hans-Krister Rönblom. Wennerström, spionen. — Stockholm: Bonnier, 1964.
- Anders Sundelin. Fallet Wennerström. — Stockholm: Norstedt, 1999. — ISBN 91-1-300740-8.
- SÄPO-kommittén. SÄPO: Säkerhetspolisens inriktning och organisation : delbetänkande. — Stockholm: Allmänna, 1988. — ISBN 91-38-10149-1.
- Svenskt författarlexikon: biobibliografisk handbok till Sveriges moderna litteratur / Bengt Åhlén. — Stockholm: Rabén & Sjögren[англ.], 1953. — Т. [2], 1941-1950. — С. 640.
- Vem är det : Svensk biografisk handbok / Ingeborg Burling. — Stockholm: P.A. Norstedt & Söners Förlag, 1962. — С. 1135.
- Vem är vem? 1, Stor-Stockholm / Paul Harnesk. — 2. — Stockholm: Vem är vem, 1962. — С. 1369.

### На других языках
- Thomas Whiteside. An agent in place: the Wennerström affair. — New York: Viking Press, 1983. — 150 с. — ISBN 9780345303264.
- Leszek Pawlikowicz. Podpułkownik Michał Goleniewski // Tajny front zimnej wojny: uciekinierzy z polskich służb specjalnych 1956—1964. — Warszawa: Oficyna Wydawn. RYTM, 2004. — С. 215—301. — 361 с. — ISBN 9788373990746.